# Hesperonemastoma
Hesperonemastoma is een geslacht van hooiwagens uit de familie Ceratolasmatidae.
De wetenschappelijke naam Hesperonemastoma is voor het eerst geldig gepubliceerd door Gruber in 1970. 

## Soorten
Hesperonemastoma omvat de volgende 5 soorten:
- Hesperonemastoma inops
- Hesperonemastoma kepharti
- Hesperonemastoma modestum
- Hesperonemastoma packardi
- Hesperonemastoma pallidimaculosum